# Dar Si Aissa
Dar Si Aissa  (in arabo دار سي عيسى‎?) è un centro abitato e comune rurale del Marocco situato nella provincia di Safi, regione di Marrakech-Safi. Conta una popolazione di 11 946 abitanti (censimento 2014).